# Бхагавадгита
Бхагавад-Гита (у преводу Песма Бога) је хиндуистички спис од 700 стихова на санскриту и део је епа „Махабхарата” (поглавља 23−30, шесте књиге).
„Гита” је написана у виду наратива између Арђуне, сина краља Пандуа и божанства Кришне, који је у улози његовог водича и кочијаша. На почетку „исправног рата” (Dharma Yudhha) између Пандава и Курава, Арђуна је испуњен моралном дилемом због насиља и смрти које ће рат проузроковати. Он размишља да ли да се одрекне своје улоге и тражи Кришнин савет, чији савети и дискурс чине срж овог списа. Кришна га саветује да испуни своју ратничку дужност да би постигао дарму кроз несебичну акцију. Овај дијалог обухвата шире теме попут духовних и етичких дилема, као и филозофских питања која немају везе с ратом који им је инспирација. „Гита” представља синтезу хиндуистичких учења о дарми, теистичких учења о бакти, као и учења о мокши. Спис превиђа четири пута до духовности - џнана, бакти, карма и раџа јогу.
„Гита” је анализирана на различите начине. Без обзира на то, представља један од напознатијих хиндуистичких текстова са јединственим утицајем на све хиндуистичке следбенике. Позив на несебичну акцију, који је један од битних сегмената овог списа, инспирисао је многе вође током Индијског покрета за независност, попут Бал Гангадхар Тилака и Махатме Гандија. Ганди је на „Гиту” гледао као на "духовни речник".

## Номенклатура
„Гита” у наслову овог списа означава песму. Духовне вође и учењаци су интерпретирали другу реч у наслову на различите начине као „Божју песму", према теистичким учењацима, те као „Песму Господа”, „Божанску песму”, „Небеску песму” према осталима.

## Ауторство
У Индијској традицији „Бхагавад-Гита”, као и цео еп „Махабхарата” представљају дело мудраца Вјасе чије је пуно име Кришна Двајпајана, а зову га и Веда-Вјаса. Једна од хиндуистичких легенди каже да га је Вјаса изговарао док је Ганеша, божанство налик на слона, сломио једну од својих сурли и да је тако настао и „Гита” и Махабхарата”. Учењаци сматрају да је Вјаса симболичан или митски аутор овог списа, јер је истовремено носилац Веда и Пуране, списи за које се зна да потичу из других периода. Сама реч означава оног ко је компилатор, аранжер, а такође је и презиме које постоји у Индији. Постоји виђење да су у питању различите особе истог презимена.
Вивекананда, хиндуистички монах и ведиста из 19. века, тврди да је ово дело, иако старо, било непознато током индијске историје до 8. века наше ере, када га је Ади Шанкара прославио записујући коментаре за њега, који су брзо постали познати. Он чак тврди да је дело његово, али је то побијено јер је јасна разлика између његових коментара и претходног текста, као и због тога што су идеје овог дела у складу с идејама које датирају пре овог периода.
Јоханес Бјутенен, који се бавио Индијом и њеним културно-историјским наслеђем и овим епом, сматра да је „Гита” веома успешно филозофски и контекстуално укомбинована у „Махабхарату”, те да није у питању текст који је овом епу придодат. „Гита” је спис који је осмишљен тако да допринесе врхунцу и решењу дармичке дилеме рата.
Према Алексусу Меклеуду, немогуће је да ауторство „Гите” сведемо на једног аутора и врло је вероватно да је дело настало под утицајем више аутора. Артур Башам дели мишљење с њим, који наводи да их је било минимум троје. Доказе овој тврдњи он налази у смени филозофских стихова са теистичким.

## Период настанка
Не постоји консензус око тога који је период настанка „Гите”. Учењаци се слажу да се тај период може свести на онај између 5. века пре нове ере до 2. века пре нове ере, са тим да већина нагиње ка 2. веку пре нове ере. Овој струји се приклања Бјутенен.
С друге стране, Артур Башам тврди да је дело морало настати у периоду када су се преиспитивале вредности рата, и када се дешавао повратак монашком животу и вредностима. Он овај период види након ере успона будизма, те сматра да је дело настало у 3. веку пре нове ере.
Они који се баве лингвистиком (Винтроп Серџант) закључују да је ово дело написано на једном од класичних облика санскрита, те да представља његов рани варијетет. Оваквом анализом опет се долази до 2. или 3. века пре нове ере.

## Композиција и значај
„Бхагавад-Гита” је једно од најпознатијих хиндуистичких дела са посебним значајем због панхиндуистичког деловања. Ово дело представља најсвеобухватнију културно-религијску хиндуистичку припадност. Она у својим редовима инкорпорира различите религијске традиције. Синтеза обухвата како филозофски тако и социо-религијски приступ. Спис се уздржава од предлагања једног јединог пута ка духовности. Врло отворено врши синтезу различитих начина живота, хармонишући потрагу за знањем (jnana), акцијом (karma) и посвећеношћу (bhakti). Такође, бави се и питањем од чега се састоји исправан пут ка ослобођењу од циклуса поновног рађања (moksha)  „Бхагавад-Гита” предлаже избегавање или-или погледа, већ акценат ставља на разумевање и разматрање свих путева: живот земљопоседника који је посвећен обавезама и професији, аскете који га се одриче, као и живот посвећеног теисте - сви имају шансу да достигну мокшу. Ово је пре свега због уверења да сваки појединац има различит темперамент и наклоности (guna). Појединац без обзира на свој животни пут треба да тежи да уради оно што је исправно јер је сам тако одлучио без размишљања о добитима, последицама, резлтатима. Жеље, себичлук и размишљање на овај начин могу појединца удаљити од дармичке акције и духовног живота. Дело твди да постоји Бог у свакоме и да је он средство за постизање духовне слободе и ослобађања ако му се појединац посвети у служењу. Поред три споменута пута (која одговарају упражњавању специфичних јоги), постоји још један пут - медитација (raja yoga). Сви ови путеви воде истом циљу.

## Рукописи
„Бхагавад-Гита” је део шесте књиге епа „Махабхарате”, састоји се од 18 поглавља (од 23. до 40.) и врло често се изучава независно од епа чијег је део. Ови списи постоје у разним индијским рукописима. Упркос томе, смисао је ретко промењен и постоји врло мало варијација између различитих рукописа. Стари спис је имао 745 стихова, али се 700 њих сматра историјским стандардом.

## Теме
Према Серџанту главне теме овог списа су „смисао живота, криза идентитета, људска душа, људски темперамент и начини духовне потраге”
- Божија природа - „Бхагавад-Гита” усваја концепт Бога као апсолутне реалности - Брамана. Спис га приказује како апстрактног тако и као персонализованог Бога, потоњег у форми Кришне, али нигде не прави јасну разлику између ова два сем у конотацији да један бива где престаје други.[24]
- Природа сопства - спис прихвата концепт атмана као фундаментални концепт. Концепт означава својство бића да унутар њих постоји трајно сопство, истинска суштина. Циљ је спознати и схватити ово сопство одбацујући оне сегменте који се везују за тело и материјални свет попут „моје” и „ја”. „Гита” подразумева постојање чисте, постојане, непромењиве и ултимативне истинске суштине.[24]
- Природа света - свет се види као пролазан, сва тела и материје несталне. Све што чини природу представља процес који постоји, али има свој крај. Рађа се, расте, сазрева, пропада и умире. Ова пролазност се означава термином маја.
- Браман-атман - централни део овог списа јесте испитивање једнакости између ова два појма и онога што они представљају. У спису се сматра да су све суштине живих бића исте, ал да нису истоветне са Божијом, мада се Бог налази у свима нама.
- Средства ка Богу - су четири врсте јоге, које се међусобно не искључују.
- Карма јога - овај пут нам говори о неопходности акције, али она не треба да прати духовне заповести ако је везана за личне добити и ако жели награду. Акција је ваља предузети након што је стечено адекватно знање да би се сагледала потпуна перспектива онога што би акција требало да буде. Пут ка права акција урађеној како треба имала би облик молитве и вид карма јоге ради достизања несебичне акције. Могуће ју је остварити и посвећујући целокупно деловање Богу, и предавање целокупности свога физичког и духовног бића Њему.
- Бакти јога - дефинисана као пут вољеног посвећивања, чежње, предаје, поверења и обожавања. Бакти у овом спису не подражумева одрицање од акције, већ подразумева исправну акцију ка преданости појединчевој дарми. Након списа, одређени научници нагађају да је он проузроковао популаризацију овог пута, јер је он био свима доступан.
- Џнана јога - представља пут ка знању, мудрости, и директној реализацији Брамана. Циљ јесте достизање саморализације. Овај пут, према спису, најчешће следе интелектуалци. Овај пут је посебно драг Кришни, али врло тежак.
- Синтеза јога-раџа јога - Неки је виде као четврти пут, док је други виде као синтезу бакти и карма јоге.
- Аскетизам, одрицање и ритуализам - дело сматра да аскетски живот није решење, као ни повлачење. Предлаже потеру за активним животом где се појединац самовољно одриче у самом себи онога што сматра да ће му помоћи у достизању сопствене дарме, без жељења и потраге за икаквим наградама видевши лично одрицање сопственом Богу за виши циљ.
- Дарма - дарма је термин с многоструким значењем. Прво значење је „исправност”, а на основу тога можемо извести значења попут дужности, друштвених норми, права, класа, ритуала и космоса самог и тога какве ствари треба да буду у овим димензијама. Према неким научницима, концепт дарме се односи на Арђуну и његову ратничку дужност пре свега и зашто мора да се бори. Прво помињање дарме се дешава у првом стиху, те нам је стога јасно зашто је ова тема толико значајна за ово дело. Само поље борбе је схваћено као борбе дарме - истине и исправности.
- Алегорија рата - поука овог дела се читаоцу преноси усред битке. Неки научници виде ову поставку као алегорију за рат који се води унутар нас самих у циљу овладавања собом да би се из овог живота изашло као победник.
- Промоција исправног рата и дужности - неки научници у овом делу виде промоцију војничке класе и дужности да се ратује са храброшћу и не виде у овој поставци само алегорију. Неки од припадника Индијског покрета за независност су у овом делу проналазили мотивацију за отпор Британској империји.
- Мокша-ослобађање - у овом делу је видљиво дуалистичко и теистичко виђење мокше, као самоостварења. Дело се углавном базира на односу сопства с персонализованом визијом Бога. Пут знања, посвећености и бесциљне акције је понуђена Арђуни као спектар опција. Комбинација се нуди читаоцу као пут до мокше.[24]

## Утицај
Премијер Индије, Нарендра Моди, види „Бхагавад-Гиту” као један од највећих Индијских поклона свету. Поклонио је примерак председнику САД Бараку Обами приликом посете 2014. године. Ово дело има велики круг обожаватеља међу познатим политичарима, научницима и писцима попут Гандија, Радјарда Киплинга, Олдус Хакслија, Хермана Хесеа, Роберта Опенхајмера, Хенри Дејвида Тороа, Карла Јунга, Ралфа Волдо Емерсона, Нехруа.